# إنفانتا بياتريس من إسبانيا
إنفانتا بياتريس من إسبانيا (بالإسبانية: Beatriz de Borbón y Battenberg) (و. 1909 – 2002 م) هي أرستقراطية إسبانية، ولدت في مدريد، توفيت في روما، عن عمر يناهز 93 عاماً.

## معرض صور